# 基恩斯-克維彗星
基恩斯-克維彗星（59P/Kearns–Kwee）是一顆週期彗星，目前的軌道周期為9.52年。
1963年8月17日，查爾斯·E·基恩斯（Charles E. Kearns）和基姆·金·克維（Kiem King Kwee）在搜尋失踪彗星坦普爾-塔特爾彗星期間發現基恩斯-克維彗星，並由亞利桑那州美國海軍天文台天文學家伊麗莎白·羅默爾證實。她估計基恩斯-克維彗星亮度為微弱的16等。
基恩斯-克維彗星核半徑為0.79±0.03公里，幾何反照率為0.04。